# Cimbergo
(Gregorio Brunelli, «Curiosi trattenimenti contenenti ragguagli sacri e profani dei popoli camuni», 1698)
Cimbergo (Simbèrk o Himbèrg in dialetto camuno) è un comune italiano di 539 abitanti della Val Camonica, provincia di Brescia, in Lombardia.
È attraversato dalla strada provinciale 88 che lo mette in collegamento col paese di Paspardo a nord, e con la vallata ed il paese di Ceto a sud.
Il territorio di Cimbergo confina con diversi comuni: a ovest quello di Capo di Ponte, a nord quello di Cevo e Paspardo e Cedegolo, est e a sud quello di Ceto.

## Geografia fisica

### Territorio
Il paese è situato sul versante orientale della valle, alle pendici del Pizzo Badile Camuno e della conca del Monte Tredenus, in posizione dominante sulla media Val Camonica.
- Classificazione sismica: zona 4 (sismicità irrilevante), Ordinanza PCM n. 3274 del 20/03/2003[7]

### Idrografia
Il territorio del comune di Cimbergo è racchiuso da due torrenti: a nord scorre il Re che segna il confine con Paspardo e scarica le sue acque nel fiume Oglio a Capo di Ponte.

A sud scorre invece la Figna che entra nel comune di Ceto e si immette nell'Oglio nella frazione di Nadro.
Il paese era dotato anticamente di due mulini (tre nel novecento) che attingevano l'acqua uno dal re, l'altro dalla Figna.
Nel XV secolo vi furono, tra la vicinia di Nadro e quella di Cimbergo, controversie riguardo alla captazione delle acque della Figna: i primi la usavano sfruttandone la forza motrice per azionare le pale dei mulini, gli abitanti di Cimbergo, invece, deviavano a monte il corso del torrente per irrigare i campi. Dopo diversi appelli a differenti giudici e potenti della zona, la questione si risolse con l'intervento del governo veneziano a favore della vicinia di Nadro.

### Orografia
Nella Media Valle Camonica il comune di Cimbergo è adagiato a mezza costa sul monte Pizzo Badile Camuno.

L'abitato si trova pertanto sull'eccezionale superficie calcarea che spunta dal gruppo dell'Adamello, tipicamente granitico.

Di fronte all'abitato si pongono la Concarena ed il Monte Elto che fanno parte delle prealpi Orobiche.

### Clima
- Classificazione climatica: zona F, 3425 GR/G[10]

## Origini del nome
Il nome potrebbe derivare dalla voce celtica shima = "cima" e da berg = "altura".
Potrebbe anche derivare da cimber = "legno di cembro", con l'aggiunta berg = "altopiano".

## Storia

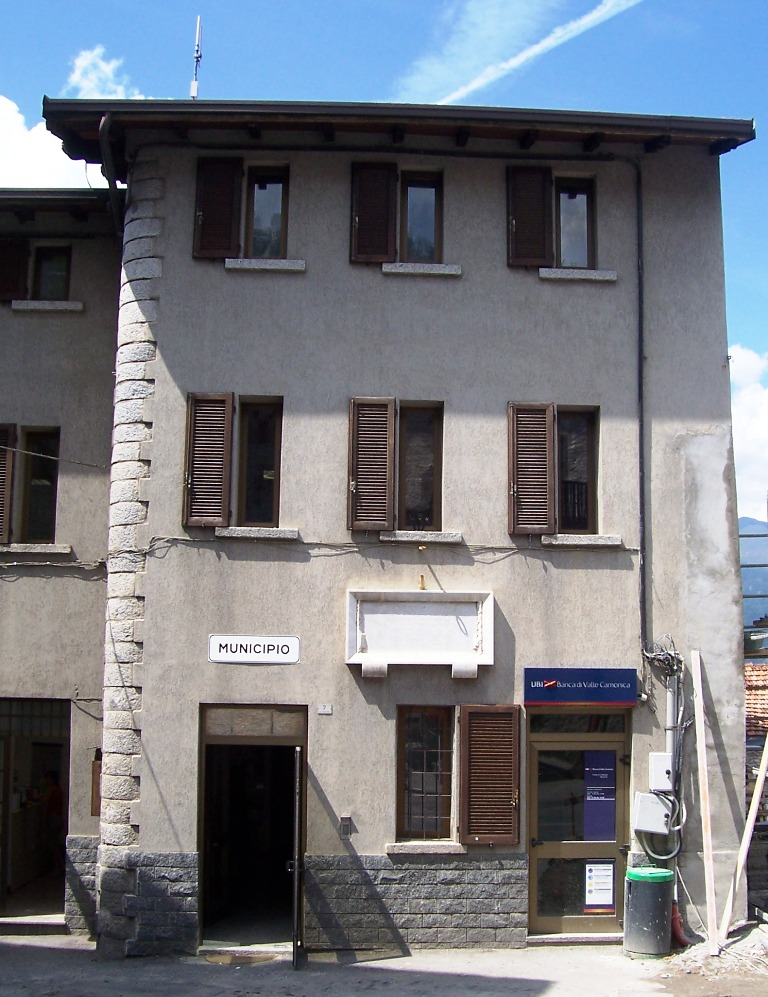
Municipio

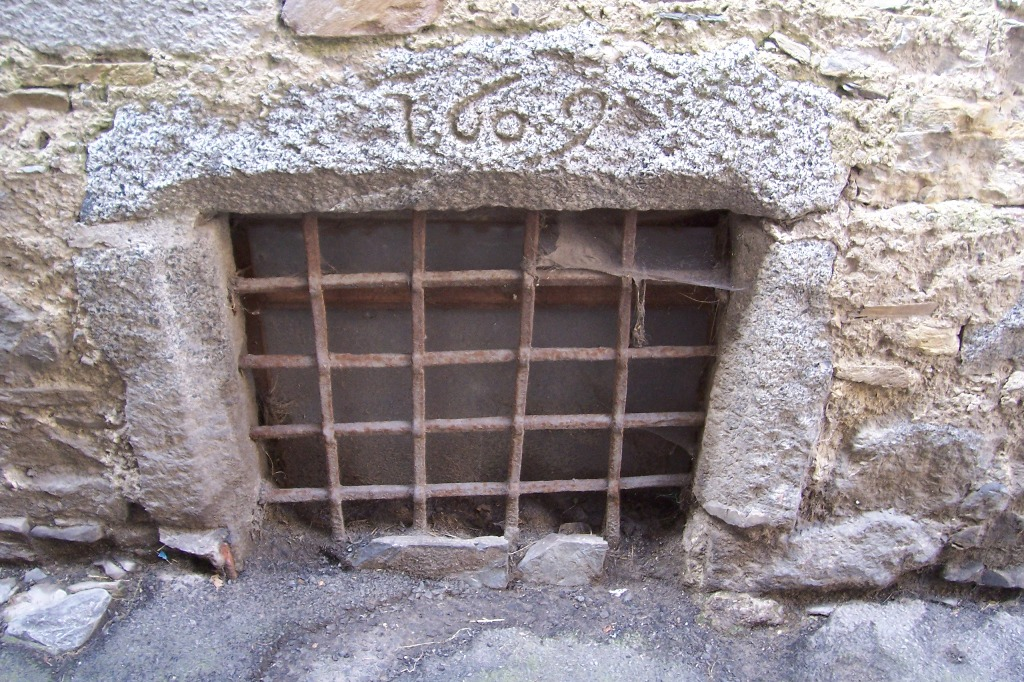
Finestra XVII secolo

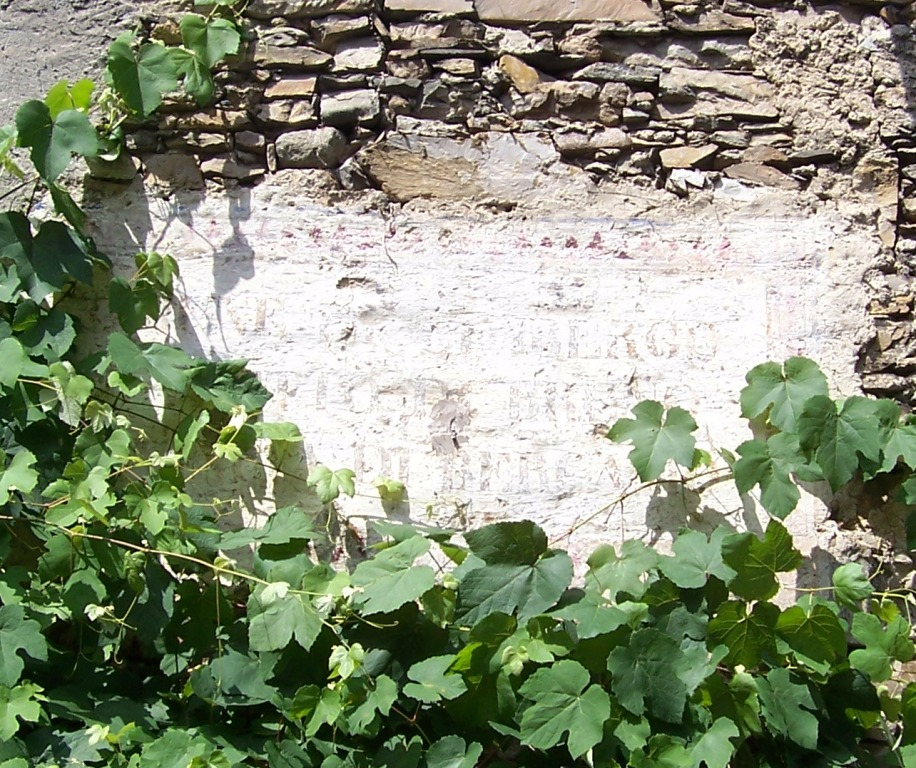
"COMUNE DI CIMBERGO - DISTRETTO DI BRENO - PROVINCIA DI BERGAMO

L'area del Comune di Cimbergo fu antropizzata già a partire dal neolitico, come rappresentano le centinaia di incisioni rupestri presenti sul suo territorio.
Reperti mesolitici sono stati ritrovati anche presso il lago d'Arno.
Con la donazione di Carlo Magno della Val Camonica ai monaci di Tours viene fondata a Cimbergo la chiesa di San Martino, divenuta poi di Santa Maria a partire dal '500.
Nel 1158, nei registri della mensa vescovile di Brescia, è annotato che:
(Donazione vescovile, 1158)
A partire dal 1288, a seguito della grande ribellione camuna, i bresciani Martinengo vengono sostituiti dagli Antonioli di Grevo. Essi verranno banditi il 2 agosto 1389 per la sottrazione di beni episcopali.
L'8 aprile 1299 i consoli della vicinia di Cimbergo si recano a Cemmo dove è presente Cazoino da Capriolo, camerario del vescovo di Brescia Berardo Maggi. Qui giurano secondo la formula consueta fedeltà al vescovo, e pagano la decima dovuta.
Il 19 aprile 1331 il vescovo di Brescia Tiberio della Torre investe gli uomini della vicinia di Cimbergo delle decime dei pascoli, dell'erbatico e della giurisdizione in monte, in piano ed in terra delle acque del loro territorio.
Nel 1378 si tenta di siglare una pace a nella rocca di Cimbergo tra i ghibellini Federici e i guelfi camuni e della Val di Scalve. La tregua non durò e i conflitti ripresero fino ad una seconda tregua, fermata nel 1398 nella quale entrambe le fazioni si accordarono per opporsi al vescovo Tommaso Visconti, che tentava di imporre i propri diritti feudali in Val Camonica.
I Visconti decidono di infeudare i loro alleati Federici il 31 gennaio 1403, a discapito degli Antonioli.

Il nuovo signore, Giacomo detto Maccagno, non riuscì ad entrare in possesso della sua rocca a causa di rivolte guelfe, tanto che solo dopo cinque anni, nel marzo 1408, grazie a dei commissari inviati direttamente da Milano, il Federici riuscì ad entrare nel suo feudo.
Essi tennero la rocca per circa trent'anni fino a quando l'inizio della dominazione veneta costrinse la potente famiglia ghibellina a ridimensionarsi. Di tale situazione ne approfittò Bartolomeo della Torre da Cemmo che il 28 maggio del 1430 ottenne l'investitura nella Basilica di San Marco a Venezia della contea di Cemmo-Cimbergo.
Qui di seguito viene riportato il testo della dedizione dogale:
(Donazione della contea di Cemmo-Cimbergo a Bartolomeo da Cemmo, 28 maggio 1430)
Bartolomeo perse la contea prima della fine degli anni '30, a causa del suo schierarsi politicamente a fianco di Milano, così essa venne donata ai trentini conti di Lodrone. Essi erano una nobile e potente famiglia del Trentino, guelfa quanto basta, che intendeva occupare un territorio montuoso che avesse come confine l'Oglio da un lato, e l'Adige dell'altro.
La nomina ufficiale di Paride Lodrone a conte di Cimbergo avvenne il 6 aprile 1439, ma a causa della sua morte proprio in quel periodo i figli Giorgio e Pietro dovettero attender fino al l'11 aprile 1441 prima di ereditarne il territorio camuno.
(Donazione della contea di Cemmo-Cimbergo ai figli di Paride Lodrone, 11 aprile 1441)
Nel 1516 Battista, Nicola, Bartolomeo e Alessandro Lodrone saccheggiano Breno, benché anch'essa guelfa, e ne estorcono 508 ducati d'oro alla popolazione, pagati dai loro alleati, i Ronchi.
Nel 1572 è registrato un capo dei disciplini, tale Sixtus de Antoninis, che guida un gruppo di quaranta confratelli.
Nel 1600 la famiglia Lodrone risulta già divisa in quattro rami, uno dei quali con sede a Concesio. L'ultimo documento che li cita a Cimbergo è un affitto a nome della vicinia nel 1739.
Il 13 luglio 1653 un fulmine cade sulla chiesa di San Giovanni durante una messa e causa la morte di due donne e diversi feriti.
Nel 1732 è annotato che vi è una confraternita di disciplini, la quale non ha entrata, che fa celebrare messa tutte le quarte domeniche del mese con le offerte che raccolgono.
Tra il 1805 e il 1809 Cimbergo è unito a Paspardo col nome di Cimbego con Paspardo.
Nel 1810 il comune di Cimbergo acquista il castello dai Lodrone, che non vi risiedono più da tempo e lo trasforma in cimitero; in seguito il terreno verrà venduto ai privati. Nel 1849, a causa della rottura delle campane della chiesa, si decide di utilizzare materiale di riutilizzo del castello, ormai abbandonato, per ricostruire un nuovo campanile.
Tra il 1860 e il 1863 si costruisce un'imponente muraglia prospiciente l'orrido della parrocchiale per ingrandire la stessa.
Nel 1863 il pittore Antonio Guadagnini di Esine è incaricato alla decorazione della chiesa parrocchiale di Santa Maria Assunta. Esegue 28 affreschi: nel catino dell'abside Davide e Santa Cecilia; nella pseudo-cupola sul presbiterio l'Incoronazione di Maria. Nei pennacchi, quattro Dottori della Chiesa (San Gregorio Magno, Sant'Agostino, Sant'Ambrogio, San Girolamo). Nei grandi medaglioni, che si susseguono coronati a loro volta da quattro personaggi biblici o santi, l'Incontro di Maria con Elisabetta, L'Annunciazione, la Nascita di Maria, l'Immacolata Concezione. Nella controfacciata, la Cacciata dei profanatori dal tempio.
Tra il 1927 ed il 1947 Cimbergo è nuovamente unito a Paspardo col nome di Cimbergo-Paspardo.
Nel 2008 il comune di Cimbergo riesce a riacquistare tutti i terreni attorno al castello.

### Antichi Originari
Gli Antichi Originari erano, al tempo delle vicinie, i capifuoco delle famiglie native del paese: essi erano gli unici che avevano il potere di deliberare nei consigli, mentre ai nobili, agli ecclesiastici e agli stranieri (anche se risedenti da diverse generazioni nel paese) erano preclusi i diritti civili. I cognomi degli Originari di Cimbergo, riportati nei registri della vicinia, erano:
- Antonini (anche Togni)
- Bella
- Bona
- De Marie
- Fasanini (Fasanì)
- Giarelli (oppure Gerelli)
- Giulia (Ulia)
- Mandelli
- Polonioli
- Recaldini (Recaldis)

### Feudatari locali
Famiglie che hanno ottenuto l'infeudazione vescovile dell'abitato:
| Famiglia    | Stemma | Periodo        |
| Martinengo  |        | ? - 1288       |
| Antonioli   |        | 1288 - 1398    |
| Federici    |        | 1403 - 1430    |
| Della Torre |        | 1430 - 1438    |
| Lodrone     |        | 1438 - 1739 ca |

### Simboli
Lo stemma e il gonfalone sono stati concessi con decreto del presidente della Repubblica del 14 gennaio 1970.
murato e finestrato di due per lato di nero, fondato su di un monte di verde. Ornamenti esteriori da Comune.»
Il gonfalone è un drappo troncato di rosso e di bianco.

## Monumenti e luoghi d'interesse

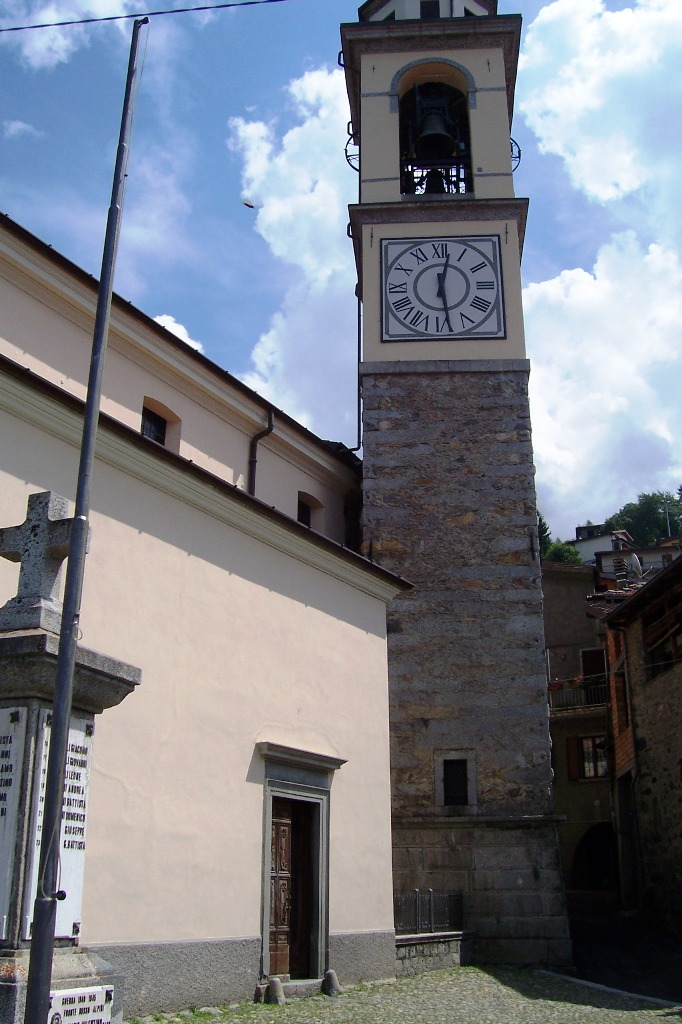
Campanile di Santa Maria

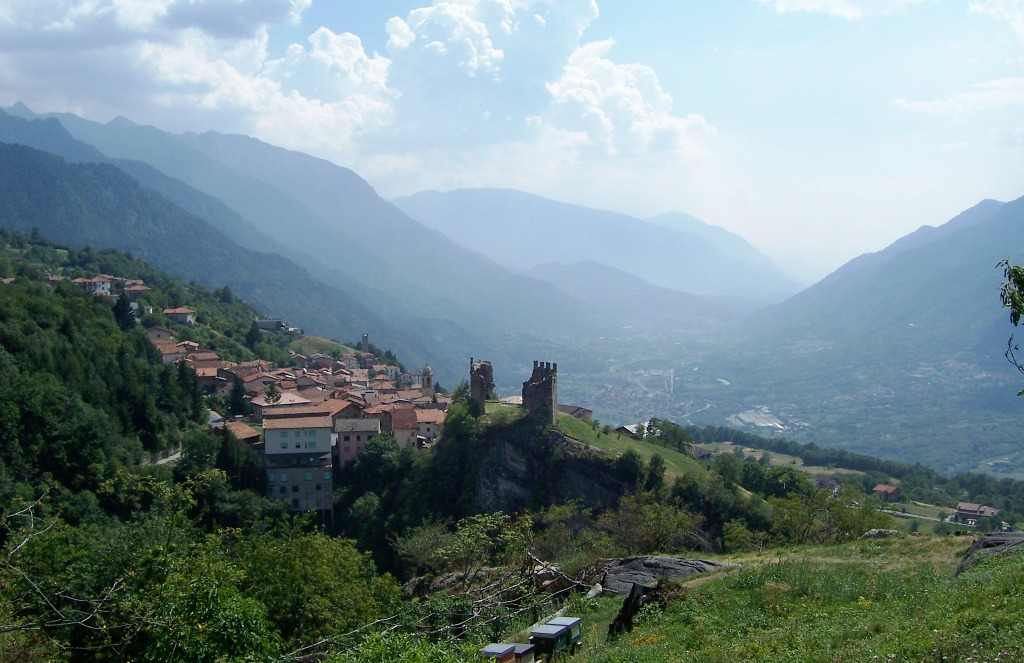
Il castello di Cimbergo

### Architetture religiose
Le chiese di Cimbergo sono:
- Chiesa parrocchiale di Santa Maria Assunta, un tempo dedicata a San Martino.
- La chiesa di San Giovanni Battista, riporta la data 1574, il portale è in pietra di Sarnico.

### Architetture militari
- Il Castello di Cimbergo. Al centro dell'abitato, a strapiombo sulla valle del torrente Re, rimangono i ruderi del Castello che fu degli Antonioli e dei Lodrone.

### Siti UNESCO
- Dal lato più basso del paese si accede alla Riserva naturale Incisioni rupestri di Ceto, Cimbergo e Paspardo. L'area di Campanine è ricchissima di incisioni rupestri medievali. Questi petroglifi, molto rari, si trovano qui in grandissimo numero: 66 grandi chiavi, 3 cesoie, 194 croci, 4 balestre, 6 torrioni merlati, una figura antropomorfa con tre chiavi in mano, 2 con probabile lanterna, 8 nodi di Salomone, un crocefisso, 12 patiboli con 7 impiccati e 3 con la testa del boia, numerose scritte, datate dall'819 al 1927, 3 grandi uccelli coronati, 49 stelle a cinque punte e molto altro…[29]

## Società

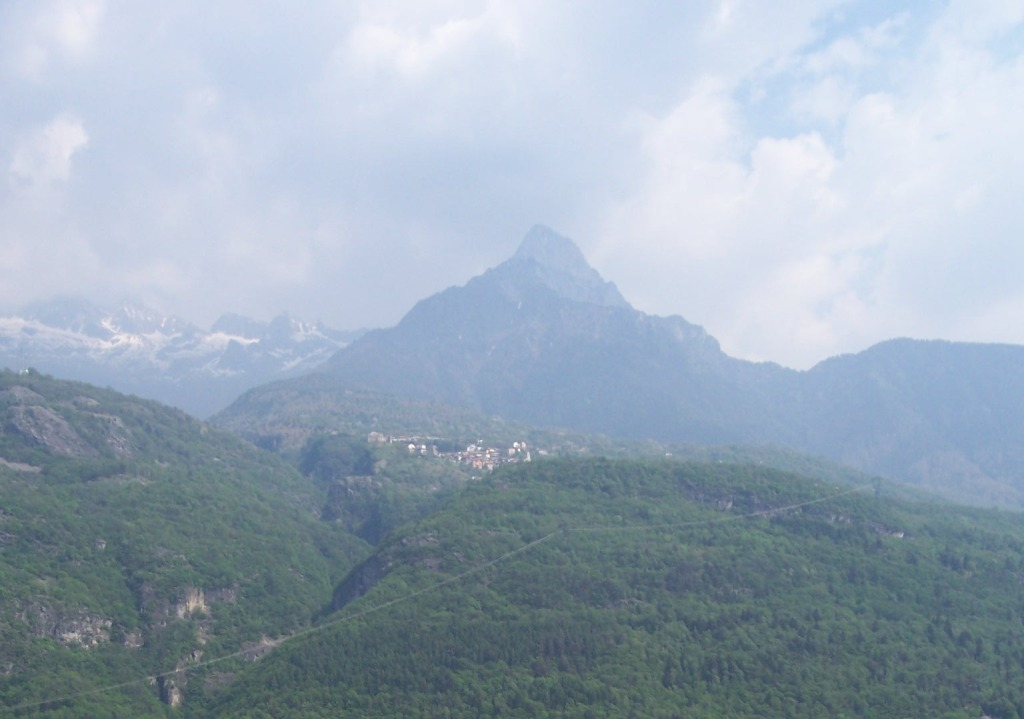
Cimbergo visto da valle

### Evoluzione demografica
Abitanti censiti

### Tradizioni e folclore
Gli scütüm sono nei dialetti camuni dei soprannomi o nomiglioli, a volte personali, altre indicanti tratti caratteristici di una comunità. Quello che contraddistingue gli abitanti di Cimbergo è Himbergòcc, Bahtì., Baitì.
- 1º gennaio Capodanno. Ancora oggi permane l'usanza della distribuzione gratuita del sale da parte della Vicinia a ciascun capofuoco (famiglie residenti).[31]

## Cultura

### Ricorrenze
- 15 agosto: festa di santa Maria Assunta, patrona del paese.[11]
- 24 giugno: San Giovanni Battista, sagra di prodotti tipici locali. Un tempo venivano accesi la vigilia dei falò sulle alture.
- agosto: Cimbergo-Volano, gara podistica non competitiva

## Economia
Anticamente l'economia di Cimbergo si basava sulla produzione di carbone da legna. Esso era facilmente procurabile dai carbonai del luogo, che lo rivendevano a fondovalle per fare funzionare fucine e forni fusori.
Cimbergo, con altri comuni montani. fa parte di quelle zone dove si è avuto, e continua ad aversi un graduale e costante spopolamento, non tanto per cause naturali, quanto per motivi migratori. Nel 1911 gli abitanti residenti erano infatti 1026 e proprio a partire da quella data il decremento demografico è stato continuo, fino ad arrivare agli attuali 560 abitanti (2014).
Le cause di tale fenomeno non riguardano solo Cimbergo, ma un po' tutti i paesi montani che non hanno trovato nel turismo un rilancio alla loro economia. Per questi piccoli comuni il fondo Valle, la grande metropoli sono stati una forte attrazione, sia perché garantivano una più consistente remunerazione e una più sicura occupazione. sia perché facevano superare quel senso di isolamento che la collocazione stessa dei borghi determina e accentua.
Occorre però del tempo perché, soprattutto i giovani, recuperino antiche tradizioni e lavori che ancora questi paesi di montagna possono offrire e con essi anche un modo nuovo e diverso di intendere la vita. La attività agricola ai nostri giorni si limita alla produzione di patate, frumento, foraggio ma quasi esclusivamente ad uso privato.
In passato era intensa la produzione di castagne, con cui gli abitanti si procuravano, scendendo nella pianura padana, i cereali necessari col semplice baratto. Ora questo commercio è nullo, non tanto per i tempi mutati, quanto per l'eccessivo taglio dei castagneti e l'oneroso costo della mano d'opera per la raccolta, la mancanza di pulizia dei boschi e da ultimo la grave infezione sui castagneti ad opera di parassiti.
Nel settore agricolo l'allevamento del bestiame, che nel 1963-64 contava n. 207 capi, che possono comodamente monticare sulle locali alpi comunali, si è avuto un regresso fino quasi ad azzerarsi. Le aziende, ed anche i capi infatti sono enormemente diminuite, segno di un sia pur lento distacco da questa antichissima attività, ma anche di quella trasformazione in senso industriale e commerciale della nostra società, per cui l'agricoltura e la zootecnia, data anche la natura dei luoghi, possono solo assumere il ruolo di seconda occupazione. In prospettiva si può prevedere la possibilità di un'ulteriore e meglio strutturata rivalutazione del territorio in senso turistico.

## Infrastrutture e trasporti
Il comune di Cimbergo è raggiunto solamente dalla strada provinciale 88, che sale dal paese di Ceto, attraversa l'abitato, giunge a Paspardo per poi ritornare a valle nel comune di Capo di Ponte.

## Amministrazione
| Periodo        | Periodo        | Primo cittadino           | Partito                          | Carica  | Note |
| -------------- | -------------- | ------------------------- | -------------------------------- | ------- | ---- |
| 14 giugno 2004 | 26 maggio 2014 | Mario Emanuele Mazzia     | Lega Nord Padania e Indipendenti | Sindaco |      |
| 26 maggio 2014 | 10 giugno 2024 | Giovan Battista Polonioli | lista civica di centro-sinistra  | Sindaco |      |
| 10 giugno 2024 | in carica      | Donatella Martinazzoli    | lista civica di centro-destra    | Sindaco |      |

### Unione di comuni
Cimbergo fa parte dell'Unione Comuni di Ceto, Cimbergo e Paspardo, assieme ai comuni di Ceto e Paspardo.
L'unione di comuni, che ha sede a Ceto, è stata creata il 1º gennaio 1998, e ha una superficie di circa 69,01 km².

## Galleria d'immagini

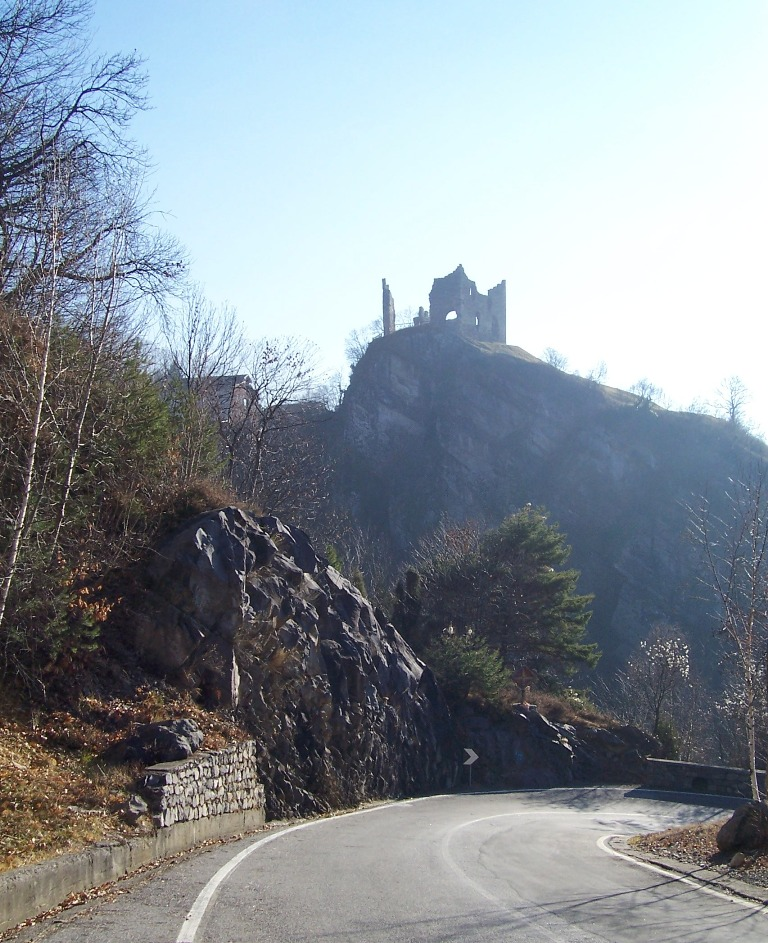
Il castello di cimbergo visto dalla loc. Deria
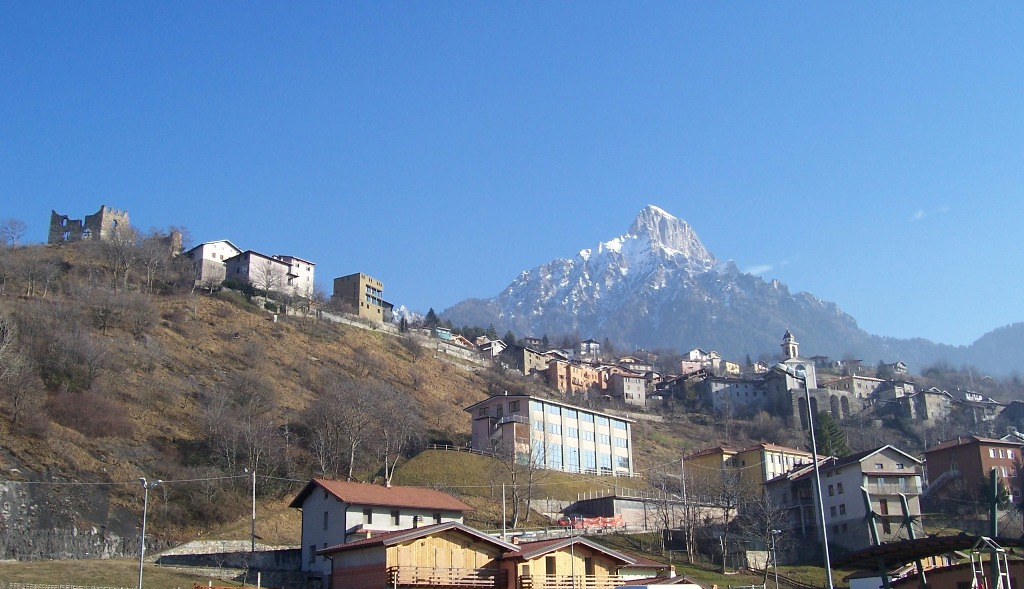
Panoramica del paese
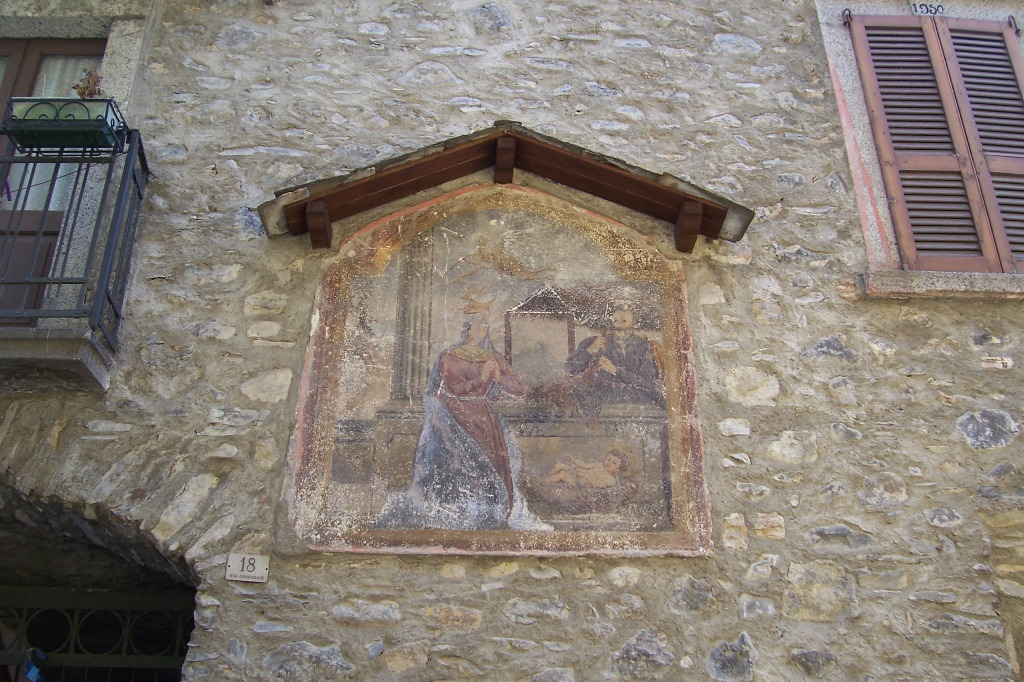
Affresco
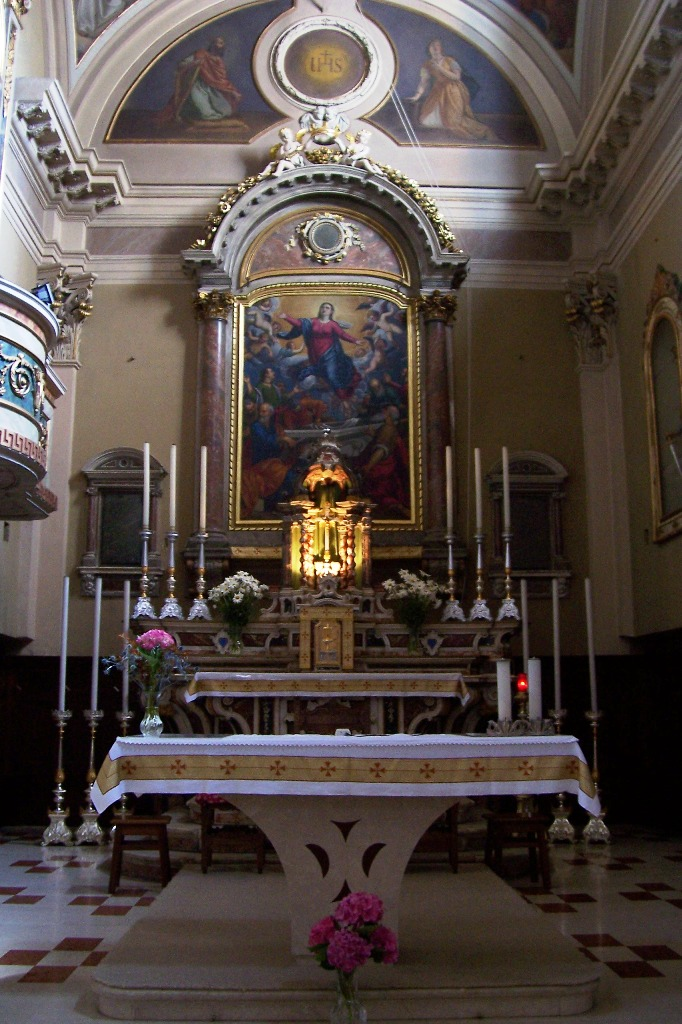
Altare di santa Maria
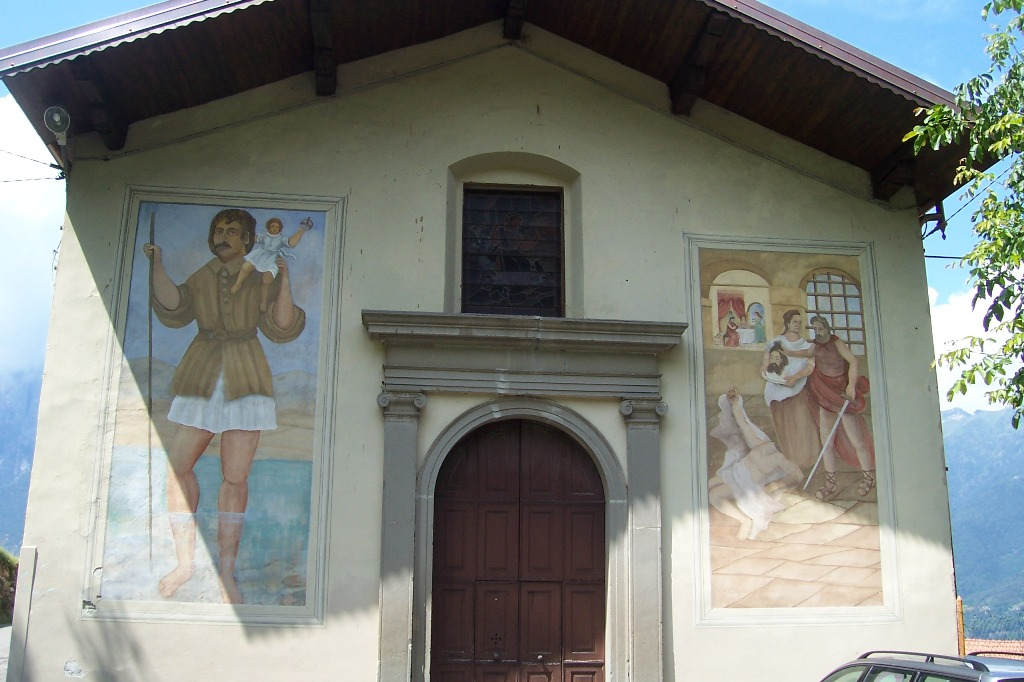
Chiesa di San Giovanni